# Христианство в Исландии
Христианство в Исландии — самая распространённая религия в стране.
По данным исследовательского центра Pew Research Center в 2010 году в Исландии проживало 300 тыс. христиан, которые составляли 95 % населения этой страны. Энциклопедия «Религии мира» Дж. Г. Мелтона оценивает долю христиан в 2010 году в 95,6 % (295 тыс. верующих).
Крупнейшим направлением христианства в стране является протестантизм. В 2000 году в Исландии действовало 333 христианские церкви , принадлежащие 21 различной христианской деноминации.
Помимо исландцев, христианами также являются большинство живущих в стране поляков, шведов, американцев, немцев, норвежцев и англичан.
По состоянию на 2015 год лишь одна исландская церковь — Церковь Исландии входит во Всемирный совет церквей.